# الجرشة (الجوبة)

تعديل مصدري - تعديل

الجرشة هي إحدى قرى عزلة الجرشة بمديرية الجوبة التابعة لمحافظة مأرب، بلغ تعداد سكانها 602 نسمة حسب تعداد اليمن لعام 2004.